# Hatuey

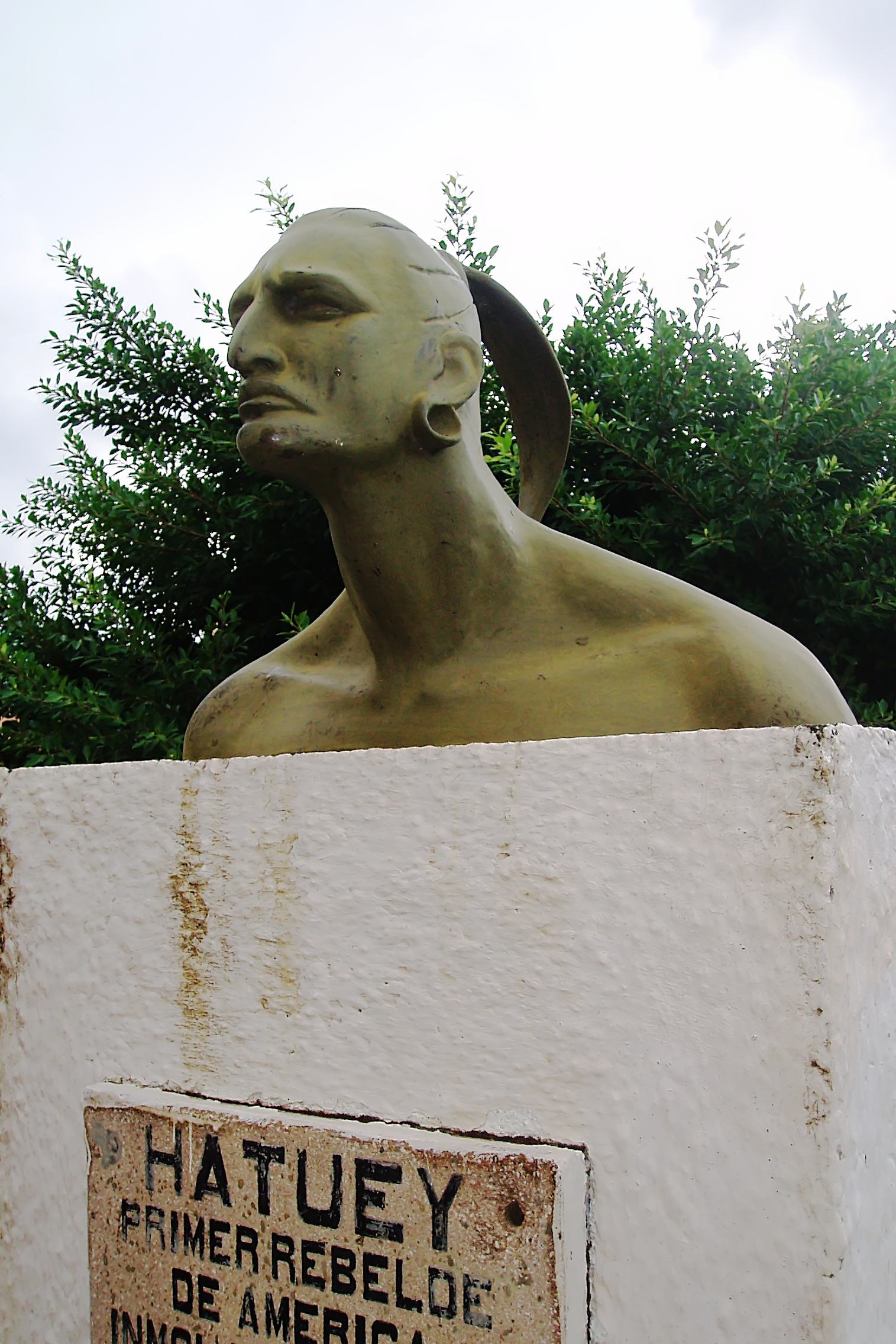
Monument van Hatuey in Baracoa (Cuba)

Hatuey (vermoord 2 februari 1512) was een cacique (opperhoofd) van de Taíno op het eiland Hispaniola aan het begin van de 16e eeuw. Tegenwoordig is hij een soort van legende vanwege zijn verzet tegen de Spanjaarden (met name bij hun verovering van het eiland Cuba). Hij geldt als de eerste verzetsstrijder tegen het kolonialisme in de Nieuwe Wereld en het bewind van Fidel Castro vereert hem  als "Cuba's Eerste Nationale Held". 
In 1511 voer Diego Velázquez van Hispaniola naar Cuba om het eiland te veroveren, maar Hatuey ging hem voor. Met een gevolg van vierhonderd inboorlingen ging hij per kano naar Cuba om de inboorlingen aldaar te waarschuwen voor wat ze van de Spanjaarden konden verwachten. Legendarisch is de toespraak die hij daar hield. Volgens de Spaanse schrijver en geestelijke Bartolomé de Las Casas wees hij op een mand vol goud en edelstenen en zei: 
Dit is de God die de Spanjaarden aanbidden. Hiervoor vechten ze en moorden ze; hiervoor vervolgen ze ons en daarom moeten we ze in de zee drijven...Ze zeggen, deze tirannen, dat ze een God vereren van vrede en gelijkheid, maar toch nemen ze ons land in en maken ze ons tot hun slaven. Ze spreken tegen ons over een onsterfelijke ziel, maar tegelijk beroven ze ons van onze bezittingen, verleiden ze onze vrouwen, verkrachten ze onze dochters. Niet in staat ons in dapperheid te overtreffen, bedekken deze lafaards zich met ijzer dat onze wapens niet kunnen breken...
De meerderheid van de inwoners van Cuba waren niet overtuigd en slechts weinigen sloten zich bij hem aan om te vechten. Hatuey maakte bij zijn verzet gebruik van guerrillatactieken en wist de Spanjaarden in de buurt van hun fort bij Baracoa te houden. Uiteindelijk kregen ze hem toch te pakken. Hij werd op 2 februari 1512 aan een paal vastgebonden en levend verbrand. 
Vlak voor deze verbranding wilde een priester van hem weten of hij Jezus accepteerde, opdat hij naar de hemel zou gaan. Hatuey vroeg: "Zijn er mensen zoals u in de hemel?" Toen de priester hem verzekerde dat dat zo was, antwoordde Hatuey dat hij niets te maken wilde hebben met een God die toestond dat zulke wreedheid werd uitgevoerd in Zijn naam.